# Hangerőmű
A Hangerőmű album az Ossian zenekar 2003-ban megjelent tizenkettedik nagylemeze. Az előző albumukhoz képest egy jóval direktebb, metálosabb anyag lett, ezért is szerepel a Csendesen akusztikus ballada hivatalosan bónuszként megjelölve a számlistában.

## Dalok
1. 2003-as nyitány (instrumentális) – 0:37
2. Hangerőmű – 3:16
3. Desdemona (A féltékenység fantomja) – 3:03
4. Bilincs vagy ékszer – 3:14
5. A könyv – 3:09
6. Társ a bajban – 3:19
7. Még egy nap – 3:55
8. Visszaszámlálás – 2:44
9. A szívem szabad – 2:57
10. Az én Szentföldem – 3:15
11. Várnak rád – 4:22
12. Az utca szava – 3:02
13. Csendesen (bónusz) – 4:01

CD multimédia bónusz
- Desdemona (videó klip)
- 15 perc (videó klip)

## Zenekar
- Paksi Endre – ének, vokál, kórus
- Rubcsics Richárd – gitár, basszusgitár, kórus
- Wéber Attila – gitár, basszusgitár
- Hornyák Péter – dobok
- Erdélyi Krisztián – basszusgitár

## Közreműködők
- Küronya Miklós – fretless basszusgitár (track 13), billentyű (track 2, 4, 11, 13)